# José Luis Arilla
José Luis Arilla (Barcellona, 5 marzo 1941) è un ex tennista spagnolo.

## Carriera
Ottiene buoni risultati a livello giovanile, nella stagione 1958 raggiunge infatti i quarti di finale a Wimbledon mentre l'anno successivo si ripete sull'erba londinese, vince l'Orange Bowl e conquista il doppio ragazzi agli Australian Championships in coppia con Butch Buchholz.
Tra gli adulti vanta il quarto turno a Wimbledon 1963 e 1964 ed un terzo turno al Roland Garros dello stesso anno, ha ottenuto risultati migliori nel doppio dove in coppia con il connazionale Andrés Gimeno ha giocato la finale del Roland Garros 1960 e i quarti di finale a Wimbledon 1959.
Ha fatto parte della squadra spagnola di Coppa Davis dal 1959 al 1969 vincendo ventuno incontri e perdendone diciannove, durante la Coppa Davis 1965 è tra i protagonisti della cavalcata verso la prima finale nella storia della competizione per la Spagna e ripeterà il risultato nel 1967.

## Statistiche

### Finali nei tornei del Grande Slam

#### Doppio

##### Finali perse (1)
| Anno | Torneo                            | Compagno      | Avversari in finale      | Punteggio           |
| 1960 | Internazionali di Francia, Parigi | Andrés Gimeno | Roy Emerson Neale Fraser | 2–6, 10–8, 5–7, 4–6 |